# Камбоџа на Светском првенству у атлетици у дворани 2018.
Камбоџа је је на Светском првенству у атлетици у дворани 2018. одржаном у Бирмингему од 1. до 4. марта учествовала други пут. Репрезентацију Камбоџе представљао је један такмичар, који се такмичио у трци 1.500 метара.
На овом првенству такмичар Камбоџе није освојио ниједну медаљу нити је остварио неки резултат.

## Учесници
Мушкарци:
- Одом Сат — 1.500 м

## Резултати

### Мушкарци
| Атлетичар | Дисциплина | Лични рекорд | Квалификације   | Квалификације   | Финале               | Финале               | Детаљи |
| Атлетичар | Дисциплина | Лични рекорд | Резултат        | Место           | Резултат             | Место                | Детаљи |
| --------- | ---------- | ------------ | --------------- | --------------- | -------------------- | -------------------- | ------ |
| Одом Сат  | 1.500 м    |              | дисквалификован | дисквалификован | Није се квалификовао | Није се квалификовао |        |